# Паркер, Джозеф
Джозеф Деннис Паркер (англ. Joseph Dennis Parker; род. 9 января 1992, Окленд, Новая Зеландия) — новозеландский боксёр-профессионал, выступающий в тяжёлой весовой категории. Серебряный призёр Юношеских Олимпийских игр (2010) в любителях.
Среди профессионалов действующий временный чемпион мира по версии WBO (2024—н.в.). Бывший чемпион мира по версии WBO (2016—2018), чемпион Востока по версии WBO Oriental (2021—2022), чемпион Азиатско-Тихоокеанского региона по версиям OPBF (2015—2016) и PABA (2014—2015), чемпион Новой Зеландии (2013) в тяжёлом весе. Обладатель награды «Возвращение года» по версии журнала «The Ring» (2023). 
Лучшая позиция по рейтингу BoxRec — 3-я (март 2024), Паркер также является 1-м среди новозеландских боксёров тяжёлой весовой категории, а по рейтингам основных международных боксёрских организаций занимал: 3-ю строчку рейтинга WBC, 3-ю строчку WBA, 2-ю строку рейтинга WBO, и 7-ю строчку рейтинга журнала «The Ring», — входя в топ-5 лучших тяжёловесов всего мира.

## Биография
Джозеф Паркер родился в Южном Окленде 9 января 1992 года в семье Демпси и Салы Паркер. Джозеф Паркер в большей степени имеет самоанское происхождение, но также имеет английские и немецкие корни.

## Любительская карьера
Джозеф занялся боксом в возрасте одиннадцати лет. Старший брат Джозефа также занимался боксом, а отец Демпси был назван в честь боксёра Джека Демпси.
Паркер имел переменный успех в любительской карьере, завоевав золото на чемпионате страны в супертяжёлом весе в 2010, 2011 и 2012 годах и выиграв несколько международных турниров. Пик его карьеры пришёлся на 18 лет, когда в мае 2010 года он завоевал бронзу на чемпионате мира среди молодёжи в Баку, а затем в августе 2010 года завоевал серебро на Летних юношеских Олимпийских играх в Сингапуре, в финале проиграв французскому боксёру Тони Йока.
В октябре 2010 года участвуя в Играх Содружества, он в четвертьфинале проиграл боксёру из Тринидад и Тобаго Тарику Абдул Хакку, — который завоевал серебро этого турнира.
В 2011 году у него был ряд неудачных выступлений, например в сентябре 2011 года он участвовал в чемпионате мира, где во втором же бою проиграл серебряному призёру Олимпиады 2008 года китайскому боксёру Чжану Чжилэю.
В начале 2012 года в национальной квалификации по выбору представителя на Олимпийские игры 2012 года от Новой Зеландии, он обошёл своих ближайших конкурентов-соотечественников Патрика Майлата и Джуниора Фа. Но в марте этого же года, на Олимпийском квалификационном турнире Океании в Канберре (Австралия), представляя Новую Зеландию, в четвертьфинале в близком бою по очкам (8:11) он уступил выступающему под флагом Тонга своему соотечественнику Джуниору Фа, и не смог пройти квалификацию на Олимпиаду 2012 года.
Он одержал победы ещё в нескольких престижных международных турнирах, в том числе в мае 2012 года стал победителем турнира «Белградский победитель» в Белграде (Сербия), где он в полуфинале по очкам победил опытного немецкого боксёра Эрика Пфайфера, а в финале в очень конкурентном бою победил опытного австралийца Йохана Линде. После чего ушёл в профессионалы.

## Профессиональная карьера
Профессиональную карьеру начал в июле 2012 года, победив техническим нокаутом в 2-м раунде соотечественника Дина Гармонсвая.

#### Бой с Франсуа Ботой
В июне 2013 года встретился с Франсуа Ботой. С самого начала поединка Паркер контролировал ход поединка и уже в середине второго раунда сильный правый апперкот заставил Боту пошатнуться. После этого, новозеландец бросился добивать ветерана, который тут же приземлился на пол ринга.

#### Бой с Брайаном Минто

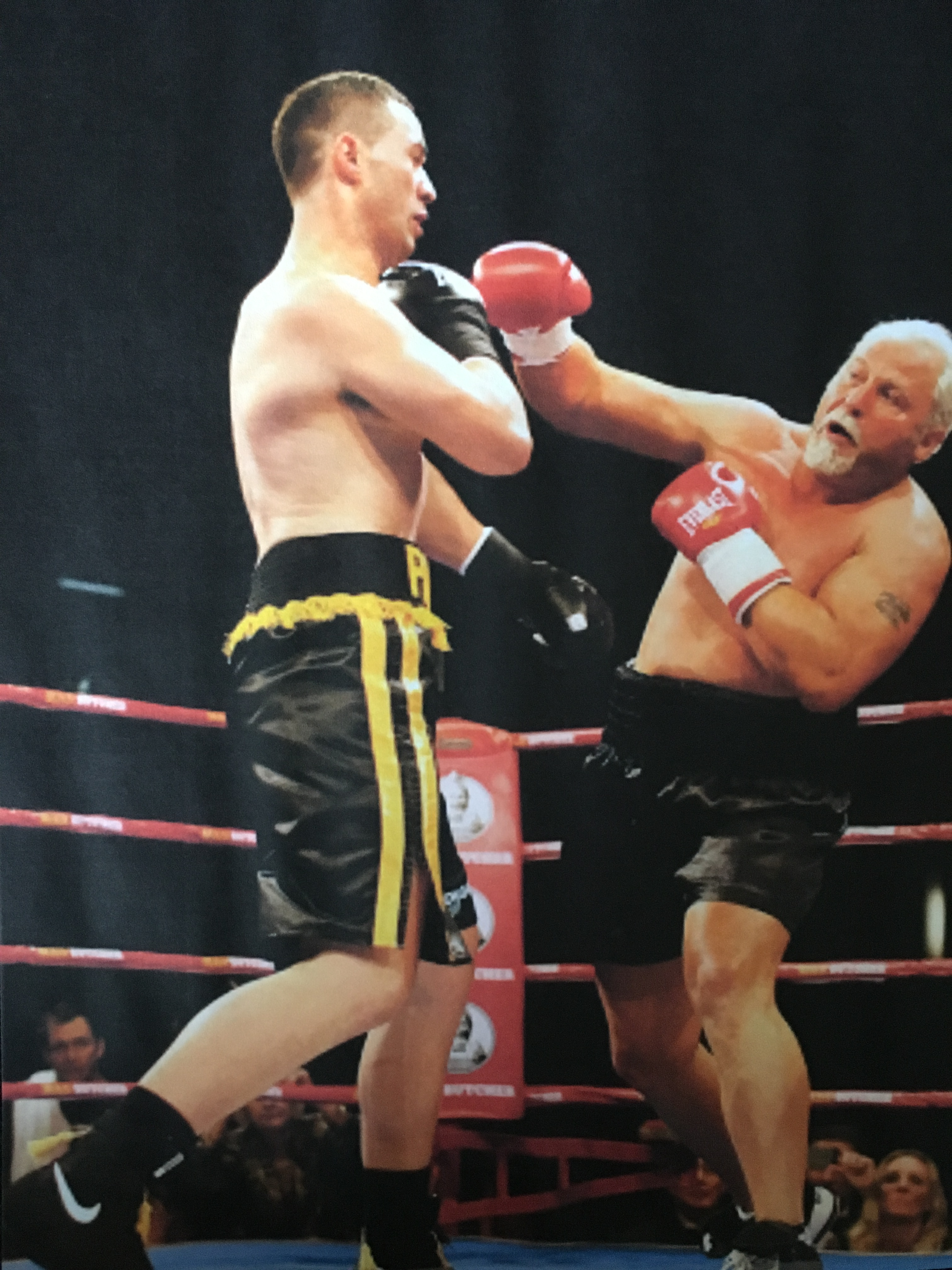
Бой с Франсуа Ботой

В июле 2014 года встретился с Брайаном Минто. На кону встречи были титулы «временного» чемпиона по версии PABA и пояс WBO Oriental. Паркер отправлял Минто в нокдаун в пятом и седьмом раундах. Минто отказался выходить на 8 раунд. После боя он заявил, что вышел на бой с переломанным носом.

#### Бой с Шерманом Уильямсом
Прошёл все 10 раундов рейтингового поединка с опытным американским джорнименом Шерманом «Tank» Уильямсом (36-14-2, 19 КО). Противостояние было лишено интриги: молодой местный супертяж качественно и количественно легко перебоксировал 42-летнего ветерана (единственный раз, когда Шерман проиграл досрочно, случился более пятнадцати лет назад) до единогласного решения судей — дважды 100—90 и странные 97—94.

#### Бой с Боу Тупоу
1 августа 2015 года в Новой Зеландии уже был запланирован бой Паркера и японца Киотаро Фудзимото, но последний снялся с боя и взамен ему тогда выступил опытный австралиец Боуи Тупоу (25-3). Австралиец был нокаутирован за 63 секунды.

#### Претендентский бой с Карлосом Такамом
Паркер победил камерунца Карлоса Такама судейским решением (счёт: 116—112, 116—112, 115—113). Благодаря этой победе Паркер завоевал право встретиться с чемпионом IBF в тяжёлом весе Энтони Джошуа.

#### Претендентский бой Александром Дмитриенко
1 октября в Манукау (Новая Зеландия) в главном бою вечера встретился с опытнейшим Александром Дмитренко. На кону стоял титул чемпиона Восточного региона Всемирной боксерской организации (WBO). Паркер один раз в первом раунде и два раза во втором отправил соперника в нокдаун. Бой завершился в третьем раунде, когда в клинче Дмитренко встал на колено, а Паркер нанёс ему удар по туловищу. Дмитренко упал на настил, а рефери показал, что нокдауна не было, но через несколько секунд открыл счёт. На этом бой был завершён. Новозеландец сохранил звание обязательного претендента IBF.

#### Чемпионский бой с Энди Руисом
Титул чемпиона мира по версии WBO в октябре 2016 года стал вакантным, после того как британец Тайсон Фьюри, завоевавший его в бою с многолетним чемпионом Владимиром Кличко, добровольно отказался от своих чемпионских титулов из-за невозможности их защищать по причине психологических проблем и проблем с наркотиками. Всемирная боксёрская организация (WBO) приняла решение о том, что 24-летний новозеландец Джозеф Паркер и 27-летний мексиканец Энди Руис-младший должны провести бой за титул чемпиона мира по версии WBO в супертяжёлом весе. Промоутеры боксёров начали вести переговоры заранее, как только в допинг-пробе Тайсона Фьюри были найдены следы кокаина, и достаточно быстро договорились о том, что бой должен состояться 10 декабря 2016 года в Новой Зеландии — на родине официального претендента на чемпионский титул Джозефа Паркера.
Поединок выдался не самым зрелищным: обычно атакующий Паркер в этот раз решил поработать от соперника, а Руис, даже создавая ситуации, делал это недостаточно часто и активно, чтобы уверенно класть раунды себе в копилку. За весь поединок боксёры не нанесли и десятка точных силовых ударов. В поздних раундах мексиканец стал пропускать чаще, однако заработал немного активнее, что положительно отразилось на его очковом заделе. В итоге Паркер победил решением большинства судей — 114—114 и дважды 115—113.

#### Бой с Разваном Кожану
1 февраля 2017 года в Пуэрто-Рико прошли промоутерские торги на право организации боя между чемпионом WBO в супертяжёлом весе Джозефом Паркером и обязательным претендентом на титул WBO 22-летним британцем Хьюи Фьюри (20-0, 10КО). Новозеландская промоутерская компания Duco Events, представляющая интересы Джозефа Паркера, выиграла торги на организацию этого боя 1 апреля 2017 года в Окленде (Новая Зеландия). Затем этот бой был перенесён на 6 мая, а 22 апреля Хьюи Фьюри сообщил о полученной травме и об отмене боя с Паркером.
Взамен получившему травму британцу Хьюи Фьюри на бой 6 мая 2017 года в Новой Зеландии выйдет высокорослый (рост 202 см) 30-летний румынский супертяжеловес Разван Кожану (16-2, 9KO). Фаворитом в этом бою выступил Паркер (ставки на его победу принимались из расчёта 200 к 1). Незадолго до боя Паркер заговорил о травме обеих рук, но не стал отменять бой. И бой, который по мнению большинства не должен был доходить до подсчёта очков судьями, всё же прошёл всю дистанцию и завершился единогласным решением в пользу Паркера — счёт: 119—108 и дважды 117—110.

#### Бой с Хьюи Фьюри
Претендент сделал ставку на мобильность и джеб, с помощью которого удерживал чемпиона на дистанции. Паркер пытался сократить расстояние до Хьюи, но далеко не всегда был в этом успешен, попросту ходя за соперником по пятам, но не обрезая тому пути для отступления.
Ни нокдаунов, ни даже существенных попаданий с обеих сторон зрители так и не увидели, а судьи предпочли агрессию Паркера: 114—114, 118—110 и 118—110 — победа действующего чемпиона большинством голосов судей.

#### Объединительный бой с Энтони Джошуа
31 марта 2018 года Энтони Джошуа единогласным решением судей победил новозеландца Джозефа Паркера и завоевал ещё один титул чемпиона мира в супертяжёлой весовой категории.. Чтобы стать абсолютным чемпионом мира, Джошуа не хватало пояса WBC, который до февраля 2020 года принадлежал американцу Деонтею Уайлдеру.

#### Бой с Диллианом Уайтом
С самого начала боя противники заняли центр ринга и работали большей частью с дистанции. Паркер выглядел быстрее и точнее в первых раундах, он старался боксировать, тогда как Уайт стремился обратить поединок в вязкую и временами грязную борьбу. Под конец второй трёхминутки Паркер побывал на полу после столкновения головами, но рефери расценил падение новозеландца как нокдаун. С третьего раунда удары Уайта стали больше достигать цели, и поединок выровнялся за счёт силы британца. К середине боя Паркер начал проявлять признаки усталости и часто опускал руки, а Уайт всё чаще доносил мощные попадания и реализовывал преимущество в габаритах. В девятом раунде после точного левого бокового в челюсть Паркер оказался уже в полноценном нокдауне, но смог подняться и продолжить поединок. Новозеландец сохранил больше сил на конец боя и смог заметно потрясти Уайта в одиннадцатом раунде и отправить его на настил ринга тоннажем ударов и точным ударом справа под конец двенадцатого раунда. Диллиана спас финальный гонг. Диллиан Уайт победил единогласным решением судей (113-111, 115-110, 114-111).

#### Бой с Джуниором Фа
27 февраля 2021 года, в Окленде (Новая Зеландия), состоялся бой с небитым соотечественником Джуниором Фа, с которым Паркер встречался на любительском ринге четыре раза и каждый из них одержал по две победы, бой был конкурентным и прошёл все 12-ть раундов, и судьи отдали победу единогласным решением Паркеру со счётом: 119—109, 117—111, 115—113, который также в этом бою завоевал вакантный титул чемпиона Востока по версии WBO Oriental в тяжёлом весе.

#### Бой с Джозефом Джойсом
24 сентября 2022 года в Манчестере (Великобритания) досрочно нокаутом в 11-м раунде проиграл опытному британцу Джозефу Джойсу. Тяжеловесы шли лицом к лицу в состязании вперёд и назад, прежде чем в 11-м раунде потрясающий левый хук приземлился в подбородок Паркера. Джойс завоевал временный титул чемпиона мира по версии WBO в супертяжёлом весе, одержав крупнейшую победу в своей карьере, и теперь нацелился на бой с чемпионом в супертяжёлом весе Александром Усиком в 2023 году. Всю неделю, после 14 профессиональных боёв с соперниками более низкого уровня обсуждалось повышение британца в классе, но он показал гранитный подбородок, чтобы стать первым человеком, который досрочно остановил Паркера, бывшего чемпиона мира. «Джозеф Паркер, какой боец», — сказал Джойс. «Это был тяжёлый бой. Какой тяжёлый бой. Мне пришлось копать глубже, чтобы пройти раунды. Мне это очень понравилось».

#### Бой с Джеком Мэсси
21 января 2023 года провёл бой в Манчестере (Великобритания) против поднявшегося в весе британца Джека Месси (20-2, 11 KO) который ранее в супертяжах не выступал, и являлся обладателем малопрестижного титула чемпиона мира по версии IBO в крузервейте. Почти весь бой Паркер был агрессивнее чем Месси который порой буквально выживал иногда откровенно убегая по рингу. В 8-м раунде рефери снял очко с британца за пассивный бой и удержания. Несмотря на такую картину боя судьи выставили близкий счёт: 96—93, 97—92 и 97—93 в пользу Паркера.

#### Бой с Файгой Опелу
24 мая 2023 года в Мельбурне (Австралия) возглавил вечер бокса встретившись с австралийским гейткипером Файгой Опелу. Бой закончился в первом раунде нокаутом Опелу. Умело работая джебом не давая уступающему в габаритах Файге пройти на ближнюю. После удачной контратаки и последовавших нескольких чистых попаданий рефери останавливает бой.

#### Бой с Саймоном Кином
28 октября 2023 года в Эр-Рияде, Саудовская Аравия в андеркарде боя «Тайсон Фьюри — Франсис Нганну» нокаутировал канадского середняка Саймона Кина (23-2, 22 KO) который шёл на внушительной серии побед. Паркер традиционно полагался на свой джеб и не спешил присматриваясь к более медленному сопернику. В третьем раунде бой обострился с обеих сторон, и новозеландец точным апперкотом отправил Кина на канвас, после чего подняться он так и не смог. Паркер завоевал титулы IBF Inter-Continental и WBO Inter-Continental.

#### Бой с Деонтеем Уайлдером
Бой с Деонтеем Уайлдером состоялся 23 декабря 2023 года, в рамках крупного боксёрского шоу в Саудовской Аравии, где планируется и поединок других топовых супертяжеловесов Энтони Джошуа — Отто Валлин. Паркер был явным аутсайдером, но в итоге провёл очень умный и умелый бой победив на карточках судей: 118—111, 118—110 и 120—108

#### Бой с Чжаном Чжилэем
8 марта 2024 года состоялся бой против временного чемпиона WBO Чжана Чжилэя в Саудовской Аравии. Бой начался с неспешного давления от китайского спортсмена который был крупнее и значительно ударнее, но традиционно уступал оппоненту в скорости. Паркер сделал ставку на передвижение и больший объём проделанной работы в ринге. Чжан хорошо смотрелся первые три раунда и уверенно их выиграл. В третьем раунде он смог послать Паркера в нокдаун прямым слева. Этот эпизод привёл к сечке на носу Паркера и кровотечению. Начиная с 4-го раунда Чжан Чжилэй стал замедляться, его и так не высокая работоспособность стала падать. Паркер же активизировался: выбрасывал больше ударов и чаще попадал. Явно выигранный раунд со стороны китайца — 8-й где Паркер взял колено после жёсткого правого попадания. Концовка была за более мобильным и выносливым Паркером. Судьи оценили этот бой 113—113, 114—112 и 115—111 в пользу претендента. В контракте на бой имелся пункт о реванше. Статистика ударов поединка: Джозеф превзошёл Чжана по общему числу точных попаданий (101-75). У Чжилэя прошло больше джебов (35-22), Паркер же значительно чаще укладывал в цель силовые (79-40). В 12-м раунде Чжилэй исходя из статистики выбросил всего 4 джеба и 8 силовых, без единого попадания.

#### Бой с Мартином Баколе
Бой между Даниелем Дюбуа и Джозефом Паркером, который должен был состояться 22 февраля 2025 года в Эр-Рияде (Саудовская Аравия) был отменён. Дюбуа, который планировал провести вторую защиту титула IBF, не смог выйти в ринг из-за вирусной инфекции. Новым соперником Паркера за сутки до боя стал конголезский боксёр Мартин Баколе. На кону в бою стоял титул временного чемпиона по версии WBO принадлежавший новозеландцу. С первых секунд стали заметны проблемы Баколе: лишний вес (143 кг по прилёте в Эр-Рияд), медлительность, проблемы с реакцией. Паркер также вышедший на бой с максимальным весом (121 кг) был подвижен и работал джебом, несколько раз зацепил африканского гиганта. Во втором отрезке Баколе стал активней, пошёл вперёд, пытался резать углы Паркеру, но за минуту до конца раунда пропустил мощный размашистый боковой в верхнюю часть головы. Баколе падает в нокдаун потрясённым, встаёт держась за канаты на нетвёрдых ногах, но рефери видя состояние прекращает бой. 

## Статистика профессиональных боёв
В таблице перечислены результаты всех поединков боксёров.
В каждой строке указан результат поединка. Дополнительно номер поединка обозначен цветом, который обозначает итог поединка. Расшифровка обозначений и цветов представлена в нижеследующей таблице.
| Пример | Расшифровка                     |
| ------ | ------------------------------- |
|        | Победа                          |
|        | Ничья                           |
|        | Поражение                       |
|        | Планируемый поединок            |
|        | Поединок признан несостоявшимся |
| КО     | Нокаут                          |
| ТКО    | Технический нокаут              |
| PTS    | Решение судей (по очкам)        |
| UD     | Единогласное решение судей      |
| MD     | Решение большинства судей       |
| SD     | Раздельное решение судей        |
| RTD    | Отказ от продолжения боя        |
| DQ     | Дисквалификация                 |
| NC     | Поединок признан несостоявшимся |

| 39 поединков, 36 побед (24 нокаутом), 3 поражения. | 39 поединков, 36 побед (24 нокаутом), 3 поражения. | 39 поединков, 36 побед (24 нокаутом), 3 поражения. | 39 поединков, 36 побед (24 нокаутом), 3 поражения. | 39 поединков, 36 побед (24 нокаутом), 3 поражения.                 | 39 поединков, 36 побед (24 нокаутом), 3 поражения. | 39 поединков, 36 побед (24 нокаутом), 3 поражения. |
| Бой                                                | Рекорд                                             | Дата боя                                           | Соперник                                           | Место проведения боя                                               | Результат                                          | Комментарии |
| -------------------------------------------------- | -------------------------------------------------- | -------------------------------------------------- | -------------------------------------------------- | ------------------------------------------------------------------ | -------------------------------------------------- | --- |
| 39                                                 | 36-3                                               | 22 февраля 2025                                    | Мартин Баколе (21-1)                               | Kingdom Arena, Эр-Рияд, Саудовская Аравия                          | TKO 2 (12), 2:17                                   | Бой за титул временного чемпиона мира по версии WBO (1-я защита Паркера) в тяжелом весе. |
| 38                                                 | 35-3                                               | 8 марта 2024                                       | Чжан Чжилэй (26-1-1)                               | Kingdom Arena, Эр-Рияд, Саудовская Аравия                          | MD 12                                              | Бой за титул временного чемпиона мира по версии WBO (2-я защита Чжилэя) в тяжёлом весе. Счёт судей 113:113, 114:112, 115:111. Паркер в нокдауне в 3 и 8 раундах                                    |
| 37                                                 | 34-3                                               | 23 декабря 2023                                    | Деонтей Уайлдер (43-2-1)                           | Kingdom Arena, Эр-Рияд, Саудовская Аравия                          | UD 12                                              | Счёт: 120-108, 118-110, 118-111. Защитил титул интерконтинентального чемпиона WBO и выиграл вакантный титул интерконтинентального чемпиона WBC в тяжёлом весе.                                     |
| 36                                                 | 33-3                                               | 28 октября 2023                                    | Саймон Кин (23-1)                                  | Boulevard Hall, Эр-Рияд, Саудовская Аравия                         | KO 3 (10), 2:04                                    | Завоевал вакантный титул чемпиона по версиям WBO Inter-Continental и IBF Inter-Continental в тяжёлом весе.                                                                                         |
| 35                                                 | 32-3                                               | 24 мая 2023                                        | Файга Опелу (15-3-2)                               | Margaret Court Arena, Мельбурн, штат Виктория, Австралия           | TKO 1 (10), 1:29                                   | |
| 34                                                 | 31-3                                               | 21 января 2023                                     | Джек Мэсси (20-1)                                  | Манчестер Арена, Манчестер, Ланкашир, Великобритания               | UD 10                                              | Счёт судей: 97-92, 97-93, 96-93. |
| 33                                                 | 30-3                                               | 24 сентября 2022                                   | Джозеф Джойс (14-0)                                | Манчестер Арена, Манчестер, Великобритания                         | KO 11 (12), 1:03                                   | Бой за вакантный титул временного чемпиона мира по версии WBO в тяжёлом весе. |
| 32                                                 | 30-2                                               | 18 декабря 2021                                    | Дерек Чисора (2) (32-11)                           | Манчестер Арена, Манчестер, Великобритания                         | UD 12                                              | Счёт судей: 115-110, 115-111, 114-112. Защитил титул чемпиона по версии WBO Inter-Continental (1-я защита Паркера) в тяжёлом весе.                                                                 |
| 31                                                 | 29-2                                               | 1 мая 2021                                         | Дерек Чисора (32-10)                               | Манчестер Арена, Манчестер, Великобритания                         | SD 12                                              | Счёт: 116-111, 115-113, 113-115. Завоевал вакантный титул чемпиона по версии WBO Inter-Continental в тяжёлом весе. Паркер в нокдауне в 1-м раунде.                                                 |
| 30                                                 | 28-2                                               | 27 февраля 2021                                    | Джуниор Фа (19-0)                                  | Spark Arena, Окленд, Новая Зеландия                                | UD 12                                              | Счёт: 119-109, 117-111, 115-113. Завоевал вакантный титул чемпиона Востока по версии WBO Oriental в тяжёлом весе.                                                                                  |
| 29                                                 | 27-2                                               | 29 февраля 2020                                    | Шонделл Терелл Уинтерс (13-2)                      | Ford Center at The Star, Фриско, Техас, США                        | TKO 5 (10), 2:40                                   | |
| 28                                                 | 26-2                                               | 29 июня 2019                                       | Алекс Леапаи (32-7-4)                              | Dunkin Donuts Center, Провиденс, Род-Айленд, США                   | TKO 10 (12), 2:18                                  | |
| 27                                                 | 25-2                                               | 15 декабря 2018                                    | Александр Флорес (17-1-1)                          | Horncastle Arena, Крайстчерч, Новая Зеландия                       | KO 3 (12), 2:51                                    | |
| 26                                                 | 24-2                                               | 28 июля 2018                                       | Диллиан Уайт (23-1)                                | O2 Арена, Лондон, Великобритания                                   | UD 12                                              | Счёт: 112-113, 111-114, 110-115. Бой за титулы чемпиона по версии WBC Silver и по версии WBO International в супертяжёлом весе.                                                                    |
| 25                                                 | 24-1                                               | 31 марта 2018                                      | Энтони Джошуа (20-0)                               | Principality Stadium, Кардифф, Великобритания                      | UD 12                                              | Счёт: 109-119, 110-118 (дважды). Объединительный бой за титулы чемпиона мира по версиям WBA Super, IBO (2-я защита Джошуа), IBF (5-я защита Джошуа), WBO (3-я защита Паркера) в супертяжёлом весе. |
| 24                                                 | 24-0                                               | 23 сентября 2017                                   | Хьюи Фьюри (20-0)                                  | Манчестер Арена, Манчестер, Англия, Великобритания                 | MD 12                                              | Счёт: 114-114, 118-110 (дважды). Защитил титул чемпиона мира по версии WBO (2-я защита Паркера) в супертяжёлом весе.                                                                               |
| 23                                                 | 23-0                                               | 6 мая 2017                                         | Разван Кожану (16-2)                               | Vodafone Events Centre, Манукау-Сити, Новая Зеландия               | UD 12                                              | Счёт: 119-108, 117-110 (дважды). Защитил титул чемпиона мира по версии WBO (1-я защита Паркера) в супертяжёлом весе.                                                                               |
| 22                                                 | 22-0                                               | 10 декабря 2016                                    | Энди Руис (29-0)                                   | Vector Arena, Окленд, Новая Зеландия                               | MD 12                                              | Счёт: 114-114, 115-113 (дважды). Завоевал вакантный титул чемпиона мира по версии WBO в супертяжёлом весе.                                                                                         |
| 21                                                 | 21-0                                               | 1 октября 2016                                     | Александр Димитренко (38-2)                        | Vodafone Events Centre, Манукау-Сити, Новая Зеландия               | KO 3 (12), 1:38                                    | Защитил региональный титул чемпиона по версии WBO Oriental. |
| 20                                                 | 20-0                                               | 21 июля 2016                                       | Соломон Хаумоно (24-2-2)                           | Horncastle Arena, Крайстчерч, Новая Зеландия                       | TKO 4 (12), 1:35                                   | Защитил региональные титулы чемпиона по версиям WBO Oriental и OPBF. |
| 19                                                 | 19-0                                               | 21 мая 2016                                        | Карлос Такам (33-2-1)                              | Vodafone Events Centre, Манукау-Сити, Новая Зеландия               | UD 12                                              | Счёт: 115-113, 116-112 (дважды). |
| 18                                                 | 18-0                                               | 22 января 2016                                     | Джейсон Бергман (25-11-2)                          | Faleata Sports Complex, Апиа, Самоа                                | TKO 8 (12), 1:02                                   | Защитил титулы WBO Oriental, WBO Africa. Бергман в нокдаунах во 2-м,7-м и 8-м раундах. |
| 17                                                 | 17-0                                               | 5 декабря 2015                                     | Дэниел Мартц (14-2-1)                              | Claudelands Arena, Гамильтон, Новая Зеландия                       | TKO 1 (12), 1:57                                   | Бой за региональный титул WBO Oriental. |
| 16                                                 | 16-0                                               | 15 октября 2015                                    | Кали Миен (42-5)                                   | The Trusts Arena, Окленд, Новая Зеландия                           | TKO 3 (12), 1:00                                   | Бой за региональные титулы WBO Oriental, WBA Oceania, PABA, WBC Eurasia, WBO Africa и OPBF. |
| 15                                                 | 15-0                                               | 1 августа 2015                                     | Боуи Тупоу (25-3)                                  | Stadium Southland, Инверкаргилл, Новая Зеландия                    | KO 1 (12), 1:03                                    | Бой за региональные титулы WBO Oriental, WBO Africa, PABA и OPBF. |
| 14                                                 | 14-0                                               | 13 июня 2015                                       | Якуп Саглам (34-3)                                 | Arena Manawatu, Палмерстон-Норт, Новая Зеландия                    | TKO 2 (12), 0:45                                   | Бой за региональные титулы WBO Oriental и OPBF. |
| 13                                                 | 13-0                                               | 5 марта 2015                                       | Джейсон Петтавей (17-1)                            | Vodafone Events Centre, Манукау-Сити, Новая Зеландия               | KO 4 (10), 0:48                                    | Бой за региональные титулы WBO Oriental и OPBF. |
| 12                                                 | 12-0                                               | 6 декабря 2014                                     | Ириней Беато Коста Младший (15-1)                  | Claudelands Arena, Гамильтон, Новая Зеландия                       | KO 4 (12), 0:31                                    | Бой за региональные титулы WBO Oriental и OPBF. |
| 11                                                 | 11-0                                               | 16 октября 2014                                    | Шерман Уильямс (36-13-2)                           | The Trusts Arena, Окленд, Новая Зеландия                           | UD 10                                              | Счёт: 97-94, 100-90 (дважды). Бой за региональные титулы WBO Oriental и OPBF. |
| 10                                                 | 10-0                                               | 9 августа 2014                                     | Кит Томпсон (7-2)                                  | Sands Bethlehem Event Center, Бетлехем, Пенсильвания, США          | TKO 3 (6), 2:41                                    | |
| 9                                                  | 9-0                                                | 5 июля 2014                                        | Брайан Минто (39-7)                                | Vodafone Events Centre, Манукау-Сити, Новая Зеландия               | RTD 7 (10), 3:00                                   | Бой за региональные титулы WBO Oriental и PABA. |
| 8                                                  | 8-0                                                | 26 апреля 2014                                     | Марсело Луис Насименто (17-5)                      | Кениг Пилснер-Арена, Оберхаузен, Северный Рейн-Вестфалия, Германия | TKO 7 (10), 2:21                                   | Бой за титул временного чемпиона PABA. |
| 7                                                  | 7-0                                                | 10 октября 2013                                    | Афа Татупу (9-4)                                   | Окленд, Новая Зеландия                                             | TKO 2 (10)                                         | Бой за титул чемпиона Новой Зеландии (NZNBF). |
| 6                                                  | 6-0                                                | 13 июня 2013                                       | Франсуа Бота (48-9-3)                              | Окленд, Новая Зеландия                                             | TKO 2 (8), 2:32                                    | |
| 5                                                  | 5-0                                                | 16 мая 2013                                        | Брис Ритэни Коу (3-1-1)                            | Ирвайн, Калифорния, США                                            | UD 6                                               | Счёт: 60-54 (трижды). |
| 4                                                  | 4-0                                                | 28 февраля 2013                                    | Донатай Пати (0-1)                                 | Крайстчерч, Новая Зеландия                                         | TKO 1 (6), 1:32                                    | |
| 3                                                  | 3-0                                                | 15 декабря 2012                                    | Ричард Тутаки (20-22-1)                            | Окленд, Новая Зеландия                                             | TKO 3 (6), 0:59                                    | |
| 2                                                  | 2-0                                                | 9 ноября 2012                                      | Терри Тутеру (0-9-1)                               | Окленд, Новая Зеландия                                             | KO 2 (4), 1:49                                     | |
| 1                                                  | 1-0                                                | 5 июля 2012                                        | Дин Гармонсвай (2-1)                               | Окленд, Новая Зеландия                                             | TKO 2 (6), 1:49                                    | Дебют в профессиональном боксе. |
| Бой                                                | Рекорд                                             | Дата боя                                           | Соперник                                           | Место проведения боя                                               | Результат                                          | Комментарии |

## Спортивные достижения

### Профессиональные мировые
- 2016—2018  Чемпион мира по версии WBO.